# Сказка (кинофестиваль)
«Сказка» — фестиваль детского кино, проводимый ежегодно в России с 1999 года.

## Описание
Ежегодно участниками фестиваля становятся около десяти тысяч детей и подростков Москвы, Подмосковья и гостей столицы. Кинофестиваль знакомит юных зрителей с последними российскими и зарубежными фильмами — сказками, а также вспоминает старый сказочный фильмофонд.
Гостями фестиваля были Станислав Говорухин, Леонид Нечаев, Михаил Пуговкин, Дмитрий Харатьян, Раиса Рязанова, Сергей Проханов, Екатерина Гусева, Марина Яковлева, Сергей Николаев, Валерий Яременко, Андрей Соколов, Лев Дуров, Светлана Тома, Елена Яковлева, Юлия Рутберг, Владимир Дашкевич, Григорий Гладков, Екатерина Стриженова, Дмитрий Хаустов, Андрей Бахметьев, Олег Марусев, Эдуард Успенский, группа Рок-Синдром и др.

## Цель
Поддержка и развитие киноискусства для детей, способствующего воспитанию вкуса и нравственности подрастающего поколения.

## Учредители
1. Министерство культуры Российской Федерации
2. Департамент кинематографии
3. Правительство Москвы
4. Департамент культуры города Москвы
5. Комитет по телекоммуникациям и средствам массовой информации города Москвы
6. Союз кинематографистов России

## Дирекция
1. Президент (Фея Кинофестиваля) — заслуженная артистка России Ольга Кабо
2. Генеральный продюсер —  Лариса Преториус
3. Генеральный директор — Сергей Петров

## Участники
Участники Кинофестиваля — дети и подростки из школ, детских домов, интернатов города Москвы и Подмосковья.

## Основные номинации
1. «Кинематограф». Состоит из игровых картин российского производства.
2. «Полнометражное анимационное кино». Состоит из полнометражных картин российских анимационных студий.
3. «Короткометражное анимационное кино». Состоит из короткометражных картин российских анимационных студий.

## Внеконкурсная программа
1. Ретроспективный показ
2. Кинохиты
3. Встречи с творческими группами

## Призы
Приз Фестиваля — статуэтка «Хрустальный ключ»

## Детское жюри
Все конкурсные фильмы оценивает детское жюри, в состав которого входят дети и подростки из киношкол и анимационных студий. Возглавляет детское жюри известный деятель культуры и искусства.